# 普莱桑斯 (热尔省)
普莱桑斯（法語：Plaisance，法語發音：[plɛzɑ̃s] ⓘ）是法国热尔省的一个市镇，位于该省南部，属于米朗德区。

## 地理
普莱桑斯（43°36'20"N, 0°2'47"E）面积13.71 平方千米，位于法国奧克西塔尼大區热尔省，该省份为法国西南部内陆省份，北起顺时针与洛特-加龙省、塔恩-加龙省、上加龙省、上比利牛斯省、大西洋比利牛斯省和朗德省接壤。
与普莱桑斯接壤的市镇（或旧市镇、城区）包括：博马尔谢、加利阿、瑞-贝洛克、拉瑟拉德、圣奥尼朗格罗、塔斯克。

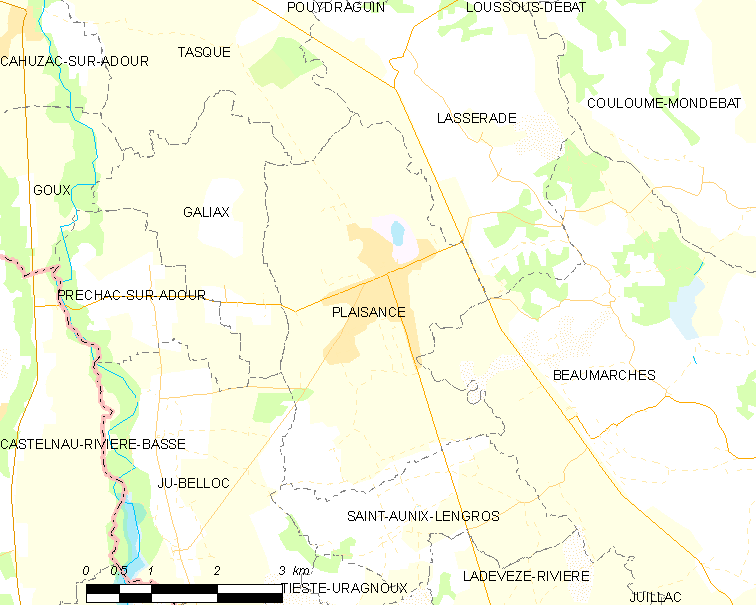
的OSM定位图

普莱桑斯的时区为UTC+01:00、UTC+02:00（夏令时）。

## 行政
普莱桑斯的邮政编码为32160，INSEE市镇编码为32319。

## 政治
普莱桑斯所属的省级选区为帕尔迪亚克-下河县。

## 人口

1962-2008年间人口变化图示

普莱桑斯于2022年1月1日时的人口数量为1426人。